# Hormigos (kommunhuvudort)
Hormigos är en kommunhuvudort i Spanien.   Den ligger i provinsen Toledo och regionen Kastilien-La Mancha, i den centrala delen av landet, 70 km sydväst om huvudstaden Madrid. Hormigos ligger 463 meter över havet och antalet invånare är 492.
Terrängen runt Hormigos är platt, och sluttar västerut. Runt Hormigos är det glesbefolkat, med 8 invånare per kvadratkilometer. Närmaste större samhälle är Torrijos, 18,8 km sydost om Hormigos. Trakten runt Hormigos består till största delen av jordbruksmark.